# Brachypogon yarimii
Brachypogon yarimii är en tvåvingeart som beskrevs av Boorman och Harten 2002. Brachypogon yarimii ingår i släktet Brachypogon och familjen svidknott. Inga underarter finns listade i Catalogue of Life.